# Ремко ван Вейк
Ремко ван Вейк (нід. Remco van Wijk, 7 жовтня 1972) — нідерландський хокеїст на траві.
Олімпійський чемпіон 1996, 2000 років.
Чемпіон світу 1998 року, срібний призер 1994 року, бронзовий призер 2002 року.
Переможець Трофею чемпіонів 1996, 1998, 2000 років, бронзовий призер 1993, 1994, 1999, 2001 років.